# Поделочный камень

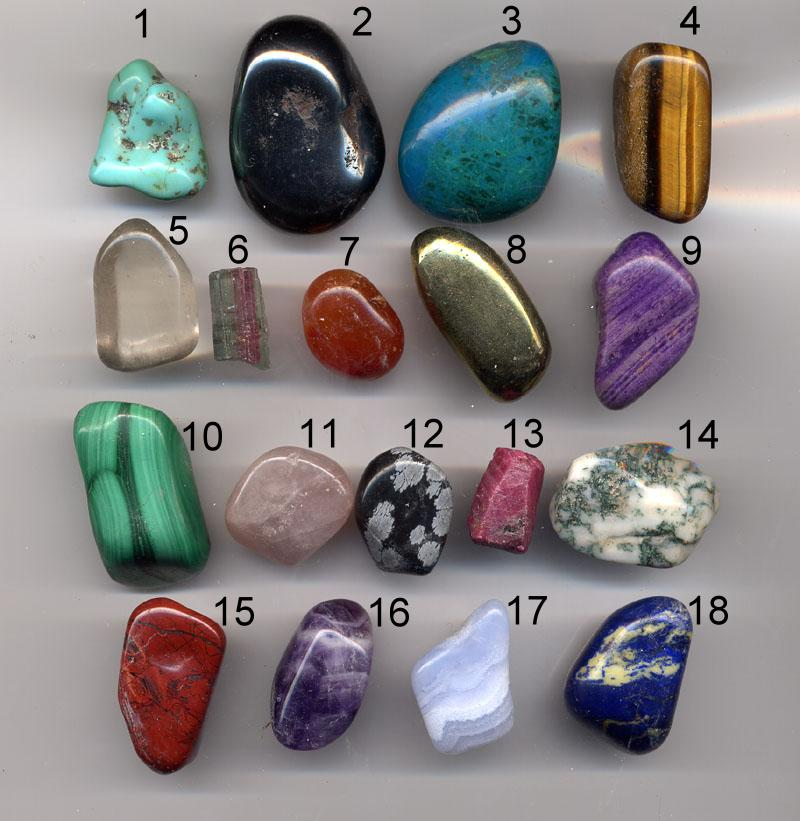
Поделочные и ювелирно-поделочные камни. 1 — бирюза, 2 — гематит, 3 — хризоколла, 4 — тигровый глаз, 5 — кварц, 6 — турмалин, 7 — сердолик, 8 — пирит, 9 — сугилит, 10 — малахит, 11 — розовый кварц, 12 — обсидиан, 13 — рубин, 14 — моховой агат, 15 — яшма, 16 — аметист, 17 — агат, 18 — лазурит.

Поде́лочный камень — собирательный термин, объединяющий все минералы и горные породы, традиционно используемые как в качестве вставок в украшения, так и для производства камнерезных изделий. Иногда поделочными называют менее ценные или непрозрачные камни. На практике часто применяют как синоним термина «самоцветы», поскольку нет чёткого разграничения между «ювелирными» и «прочими цветными» камнями.
В России принято различать ювелирные (драгоценные) камни, применяющиеся в ювелирных изделиях (в том числе, и в качестве вставок), и поделочные камни, предназначенные для производства камнерезных изделий (шкатулок, пепельниц и т. п.), а также промежуточную группу ювелирно-поделочных камней более высокой ценности. Данная классификация сугубо условна, поскольку многие минералы могут входить во все перечисленные группы в зависимости от показателей цветности и качества исходного сырья.

## Геммологическаяклассификациякамней
В 1973 году Е. Я. Киевленко (1924—2000) была предложена следующая классификация камней, основанная на классификации академика А. Е. Ферсмана (1883—1945):

### Первая группа —ювелирные (драгоценные) камни

#### I порядок (или класс)
Алмаз, изумруд, синий сапфир, рубин, александрит.

#### II порядок
Благородный жадеит (жад-империал), оранжевый (падпараджа), жёлтый, фиолетовый и зелёный сапфир, благородный чёрный опал.

#### III порядок
Демантоид, благородная шпинель, благородный белый и огненный опал, аквамарин, топаз, родолит, лунный камень (адуляр), красный турмалин.

#### IV порядок
Синий, зелёный, розовый и полихромный турмалин, благородный сподумен (кунцит, гидденит), циркон, жёлтый, зелёный, золотистый (гелиодор) и розовый (воробьевит) берилл, бирюза, хризолит, аметист, хризопраз, пироп, альмандин, цитрин, эвклаз.

### Вторая группа — ювелирно-поделочные камни

#### I порядок
Дымчатый кварц, гематит (кровавик), янтарь (сукунцит), горный хрусталь, жадеит, нефрит, лазурит, малахит, авантюрин, чароит.

#### II порядок
Агат, цветной халцедон, кахолонг, амазонит, родонит (орлец), гелиотроп, розовый кварц, иризирующий обсидиан, обыкновенный опал, лабрадор, беломорит и другие непрозрачные иризирующие полевые шпаты.

### Третья группа (поделочные камни)
Яшмы, письменный гранит, окаменелое дерево, мраморный оникс, лиственит, обсидиан, гагат, джеспилит, гипс (селенит), флюорит, авантюриновый кварцит, агальматолит, рисунчатый камень, полосчатый скарн, цветной мрамор.